# R.A.A. La Louvière
R.A.A. La Louvière, von Einheimischen meist R.A.A. Louviéroise oder verkürzt RAAL bzw. einfach nach der Herkunftsstadt La Louvière benannt, war ein belgischer Fußballverein aus der Provinz Hennegau, der zuletzt in der Derde Klasse bzw. Division 3A (dritte Liga) spielt.
Bis 2006 war der Klub noch in der erstklassigen Ersten Division zu finden. Allerdings stellten sich im selben Jahr Verwicklungen in einen Wettskandal heraus, dessen Turbulenzen den Abstieg der „Wölfe“ bis in die Drittklassigkeit zur Folge hatten.
Der Vorgänger dieses Vereins, Union Sportive Lovièroise, wurde 1906 gegründet. Der Verein spielte im Stade du Tivoli in La Louvière, das 13.500 Zuschauerplätze bietet.
Letzter Trainer war Patrick Thairet, unter dessen Leitung sich die sportliche Talfahrt der letzten Jahre wieder ein wenig stabilisiert hatte. 2009 wurde der R.A.A. La Louvière mit dem R.A.C.S. Couillet zum FC Charleroi fusioniert.
Letzter Präsident war Bruno Sita, letzter Trainer Patrick Thairet.

## Erfolge
- Belgischer Pokalsieger: 2003
- Teilnahme am UEFA-Pokal 2003/04 (nach den Ergebnissen 1:1 und 0:1 gegen Benfica Lissabon in der 1. Runde ausgeschieden)